# Großsteingrab Sønderby Marker 3
Das Großsteingrab Sønderby Marker 3 war eine megalithische Grabanlage der jungsteinzeitlichen Nordgruppe der Trichterbecherkultur im Kirchspiel Selsø in der dänischen Kommune Frederikssund. Er wurde um 1848 zerstört.

## Lage
Das Grab lag östlich von Damsgård am Südufer eines Teichs. In der näheren Umgebung gibt bzw. gab es zahlreiche weitere megalithische Grabanlagen.

## Forschungsgeschichte
Um 1848 wurde das Grab durch den damaligen Hofbesitzer zerstört. Im Jahr 1873 führten Mitarbeiter des Dänischen Nationalmuseums eine Dokumentation der Fundstelle durch. Zu dieser Zeit waren keine baulichen Überreste mehr auszumachen. Der Hofbesitzer konnte aber noch einige Angaben zum Aussehen der Anlage machen.

## Beschreibung

### Architektur
Die Anlage besaß eine ost-westlich orientierte längliche (rechteckige?) Hügelschüttung mit einer Länge von etwa einem Dutzend Ellen (ca. 7,5 m) und etwa der halben Breite (ca. 3,8 m). Im Hügel lagen zwei ost-westlich orientierte Grabkammern. Beide waren mannslang und besaßen jeweils einen Deckstein. Beide Kammern waren der Länge nach durch einen flachen Stein unterteilt. Die Kammern sind als Dolmen anzusprechen, da aber die Zahl der Wandsteine nicht überliefert ist, ist eine feinere Klassifizierung nicht möglich.

### Funde
Bei der Zerstörung des Grabes wurden Knochen und Keramik gefunden. Die Funde wurden nicht aufgehoben.